# Никита Кучеров
Никита Игоревич Кучеров (рус. Никита Игоревич Кучеров — Мајкоп, 17. јун 1993) професионални је руски хокејаш на леду који игра на позицији десог крила. Од 2013. игра за екипу Тампа беј лајтнингса у Националној хокејашкој лиги.
Члан је сениорске репрезентације Русије за коју је на међународној сцени дебитовао на светском првенству 2017. године. На истом првенству Кучеров је са репрезентацијом освојио бронзану медаљу.
Учествовао је на улазном драфту НХЛ лиге 2011. где га је као 58. пика у другој рунди одабрала екипа Тампа беј лајтнингса. Дебитантски наступ у НХЛ лиги забележио је на утакмици против Њујорк ренџерса одиграној 25. новембра 2013. године. На истој утакмици Кучеров је постигао и свој први погодак у лиги поставши тако тек седми играч у историји франшизе који је успео да постигне погодак у дебитантској утакмици.  